# Pedilophorus pulcherrimus
Pedilophorus pulcherrimus is een keversoort uit de familie pilkevers (Byrrhidae). De wetenschappelijke naam van de soort is voor het eerst geldig gepubliceerd in 1909 door Broun.